# Playboi Carti
| alias = 
| lengua_materna = Inglés
| género = 
- Hip hop
- Trap
- Mumble rap
- Cloud rap

| altura = 1.88 m
| instrumento = Voz
| años activo = Desde 2011
| seudónimo = Playboi Carti, Sir Cartier, King Vamp
| compañía discográfica = 
- AWGE Label
- Interscope Records
- Opium
- Awful

| página web = https://www.playboicarti.com/
}}
Jordan Terrell Carter (Atlanta, Georgia; 13 de septiembre de 1995), más conocido por su nombre artístico Playboi Carti, es un rapero estadounidense. Una figura influyente entre su generación, ha contribuido a la progresión de la música trap y al subgénero rage rap.
Inicialmente firmó con el sello discográfico local Awful Records, más tarde firmó con el sello discográfico AWGE de ASAP Mob en una empresa conjunta con Interscope Records. Después de ganar seguidores de culto al principio de su carrera, Carter atrajo la atención general tras el lanzamiento de su mixtape debut homónimo (2017), que debutó en el número 12 en el Billboard 200 de EE. UU. e incluyó los sencillos «Magnolia» y «Wokeuplikethis» (con Lil Uzi Vert).
El álbum de estudio debut de Carter, «Die Lit» (2018) alcanzó un mayor éxito en la lista, debutando en el número tres en el Billboard 200 de EE. UU. Después de una pausa de dos años, su segundo álbum de estudio, «Whole Lotta Red» (2020) debutó en la cima del Billboard 200, convirtiéndose en su primer lanzamiento en la cima de las listas. Los álbumes también recibieron una recepción positiva de la crítica, siendo este último catalogado como uno de los mejores álbumes del año por varias publicaciones. Actuó como invitado junto a Rich the Kid en el sencillo de 2024 de ¥$, «Carnival», que se convirtió en su primera canción en llegar a la cima del Billboard Hot 100. Carter lanzó su tercer álbum de estudio, «MUSIC», el 14 de marzo del 2025.
Además de su carrera en solitario, Carter fundó el sello discográfico y la agencia creativa Opium en 2019, a través de la cual firmó a los raperos Ken Carson y Destroy Lonely, con sede en Georgia, así como al grupo Homixide Gang.

## Biografía
Jordan Terrell Carter nació en Atlanta, Georgia, el 13 de septiembre de 1995, y creció en el suburbio cercano de Riverdale. En una entrevista de 2016 con Complex, declaró: 

«Mi mamá no podía decirme una mierda. Nadie podía decirme una mierda.»

 Este tipo de estilo de vida influyó en Carter para meterse en problemas cuando era joven y alejarse de la idea de buscar un nivel más alto de educación después de la escuela secundaria. Asistió a North Springs Charter High School en Sandy Springs.
Antes del rap, Carter quería convertirse en una estrella de la NBA para tratar de hacer algo de sí mismo. En una entrevista con The Fader, dijo: 

«Era joven y no iba a practicar. Ese fue el momento en que realmente estaba esquivando la escuela y todo era aro y nada de rap. Fumaba antes de la práctica, entraba a la cancha y bajaba 30.»

 Dejó de jugar al baloncesto después de un desacuerdo con su entrenador. Luego dedicó su tiempo a la música.
Carter se saltaba las clases de la escuela secundaria con regularidad para trabajar en su música o ir a su trabajo en H&M, lo que llevó a Carter a apenas graduarse de la escuela secundaria. En una entrevista con The Fader, dijo: 

«Estaba en clase con los estudiantes de primer año terminando el trabajo, y si terminaba las nueve tareas antes de este tiempo, podría graduarme.»

 Estaba tan cerca de no graduarse que nadie se presentó a su graduación, porque no sabían que realmente iba a tener lugar.
Carter desarrolló un sentido único de la moda desde una edad temprana, comprando en tiendas de segunda mano. Le dijo a Vogue que se burlaron de él por ser uno de los primeros en adoptar nuevos estilos, como los jeans ajustados de colores.

### Vida personal
En 2017, salió brevemente con la modelo estadounidense Blac Chyna. En julio de ese mismo año, fue arrestado por cargos de abuso doméstico después de discutir con su novia fuera del Aeropuerto Internacional de Los Ángeles y luego agarrarla por su mochila y sacarla de la terminal. En agosto, se anunció que no enfrentaría cargos de abuso doméstico.
En 2018, Carter tuvo una relación sentimental con Rubi Rose, una modelo y rapera que saltó a la fama después de aparecer en el video musical de «Bad and Boujee» de Migos. Supuestamente, le disparó con un arma a Rose después de que ella escondiera sus teléfonos antes de un vuelo. Rompieron después de que Carter la engañara con Blac Chyna.  Más tarde, en ese mismo año, Carter comenzó a salir con la rapera australiana Iggy Azalea, a quien conoció mientras estaba de gira en el extranjero. En agosto de ese año, reveló a través de Twitter que le habían diagnosticado asma. Luego fue visto usando un inhalador. En diciembre de 2018, se mudaron juntos al vecindario Buckhead de Atlanta. A partir de junio de 2019, vivía y trabajaba en el área de Atlanta y sus alrededores después de mudarse de Los Ángeles. En 2020, Azalea dio a luz al hijo de Carter. Se separaron en diciembre del año anterior. En diciembre de 2020, Azalea reveló que Carter la había engañado y se perdió el nacimiento de su hijo. Carter se negó a firmar el certificado de nacimiento de su hijo.
En abril de 2020, Carter fue arrestado por cargos relacionados con armas y drogas en el condado de Clayton, Georgia. Después de que Carter fue detenido por la policía por tener una etiqueta vencida en su Lamborghini, las autoridades encontraron 12 bolsas de marihuana, tres pistolas, Xanax, codeína y oxicodona. Después de un altercado entre Carter y la policía, él y otro hombre llamado Jaylon Tucker, fueron arrestados y llevados a la cárcel del condado de Clayton. Carter fue acusado de placas vencidas, posesión de marihuana y rebasar indebidamente un vehículo de emergencia. A la mañana siguiente, Carter fue puesto en libertad bajo fianza.
El 21 de septiembre de 2022. Carter fue arrestado por ir a exceso de velocidad. El 14 de febrero de 2023 se informó que Carter fue arrestado el 29 de diciembre de 2022 por un cargo de agresión grave después de supuestamente asfixiar a su novia, que estaba embarazada de 14 semanas. Carter fue puesto en libertad bajo fianza un día después de su arresto.

## Carrera musical

### 2011-2016: Inicios

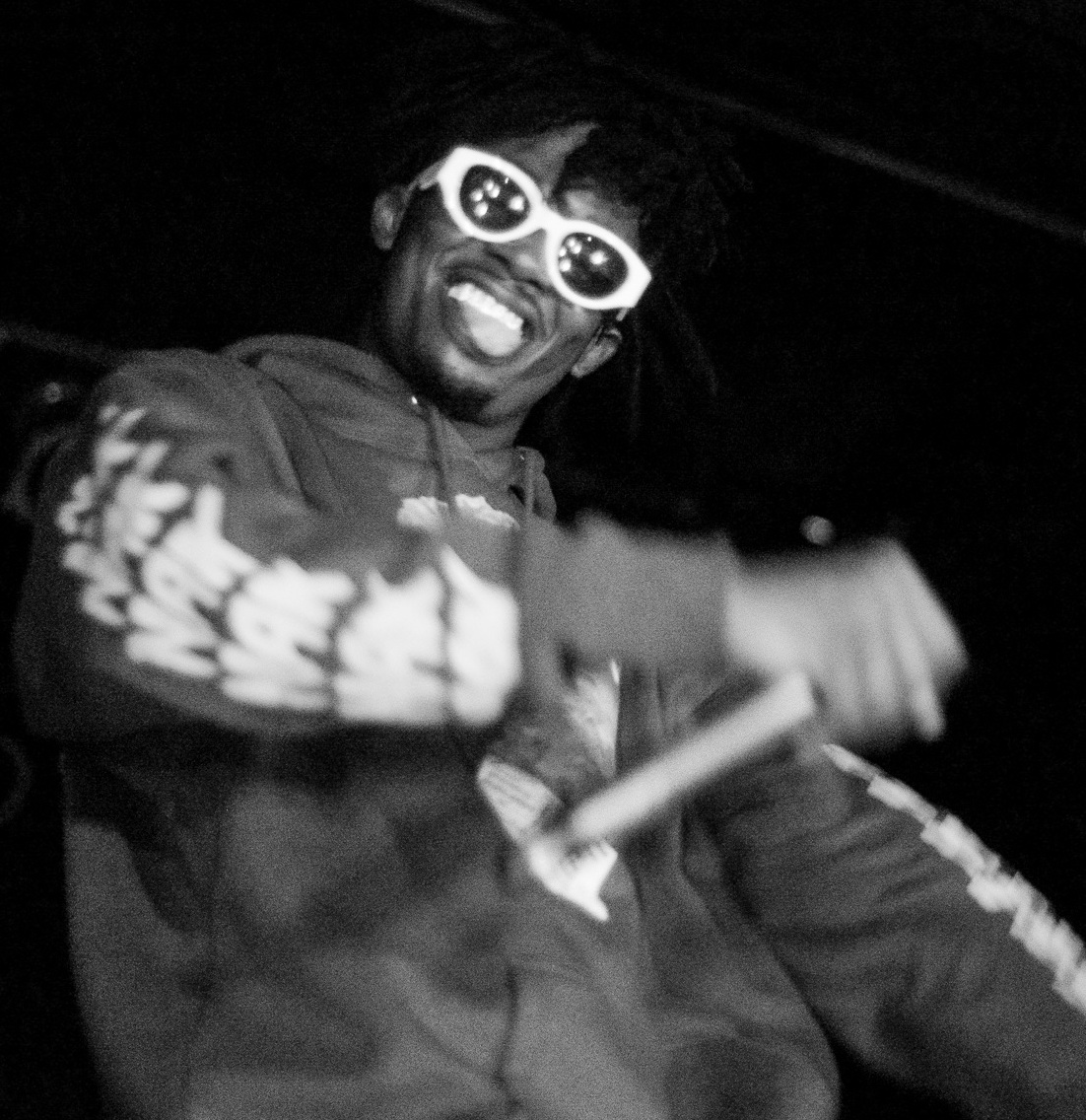
Playboi Carti en noviembre de 2016.

Jordan Carter (o, Playboi Carti actualmente) comenzó a rapear a una edad temprana bajo el nombre de $ir Cartier y poco después lo cambió a Playboi Carti. Gran parte de su trabajo inicial ha sido eliminado de Internet. En 2015 en un show en SXSW, Playboi Carti conoció a A$AP Rocky, quien fue mentor de Playboi Carti. Luego comenzó a llamar la atención en 2015 con sus sencillos «Broke Boi» y «Fetti» con Da$h y Maxo Kream, ambos publicados en SoundCloud. Alrededor de este tiempo, Playboi Carti colaboró con frecuencia con artistas en la escena de rap underground de Atlanta, incluido su primo UnoTheActivist, ThouxanbanFauni, Yung Bans, Lil Yachty, Ethereal y los productores Mexikodro e ICYTWAT. Además, comenzó a hacer una gira con A$AP Ferg y Lil Uzi Vert y firmó un acuerdo con Interscope Records.
Una vez que Playboi Carti decidió dedicarse a la música a tiempo completo, tomó la decisión de mudarse a la ciudad de Nueva York con algunos familiares. Mientras estaba en la ciudad de Nueva York, Playboi Carti se quedó en la casa de su traficante de drogas, y los miembros de A$AP Mob frecuentaban la casa. Carti decidió ir a Texas con A$AP Rocky.
En 2016, apareció en el sencillo "Telephone Calls" de A$AP Mob de su álbum Cozy Tapes Vol. 1: Friends. El mismo año, Carti firmó con AWGE, de A$AP Mob, y con Interscope Records.

### 2017-2020: Playboi Carti, Die Lit, y Whole Lotta Red

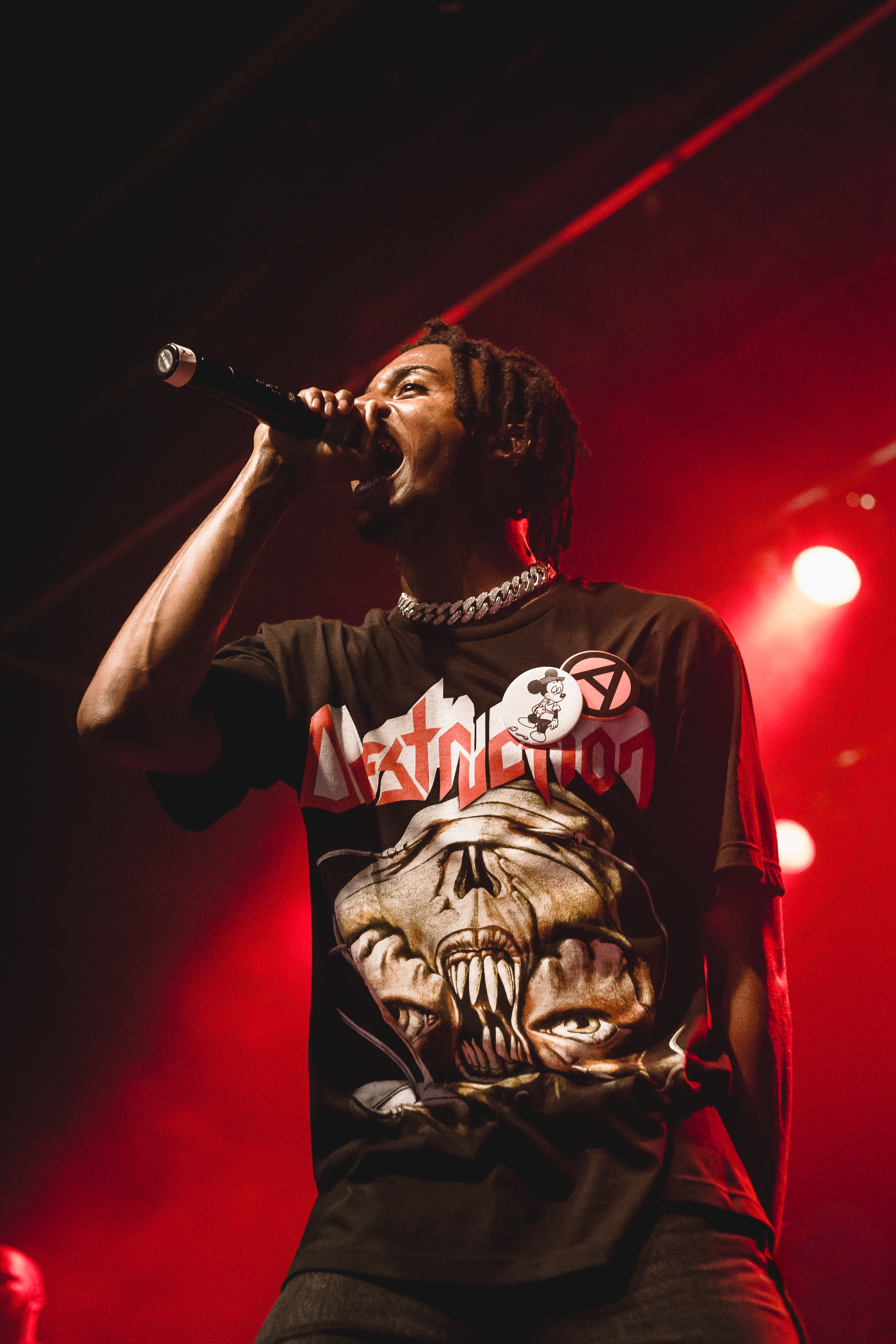
Carter actuando en agosto de 2017

Playboi Carti lanzó su mixtape debut homónimo (Playboi Carti) en abril de 2017. El lanzamiento llamó la atención de varias publicaciones musicales, incluyendo XXL, Pitchfork, Spin, HotNewHipHop, y PopMatters, y alcanzó el número 12 en el Billboard 200. El mixtape generó dos singles exitosos: «Magnolia», que alcanzó el número 29 en el Billboard Hot 100, y «wokeuplikethis» con Lil Uzi Vert, que alcanzó el número 76. Acompañando el lanzamiento del mixtape, Carti se embarcó en una gira con Gucci Mane y Dreezy. Apareció en el álbum de DJ Mustard y apareció en su sencillo «Baguettes in the Face» con NAV y A Boogie wit da Hoodie. 
El 13 de junio de 2017, Playboi Carti fue nombrado como una de los diez de la «Clase Freshman 2017» de XXL. Alrededor de este tiempo, apareció en el sencillo «Raf» de A$AP Mob de su álbum Cozy Tapes Vol. 2: El sencillo «Summer Bummer» de Too Cosy y Lana del Rey de su álbum Lust For Life.
En mayo de 2018, Playboi Carti lanzó su álbum de estudio debut de larga duración Die Lit, debutando en el número tres en la lista Billboard 200 de EE. UU., ganando 61,000 unidades equivalentes a álbumes (incluidas 5,000 copias como ventas puras de álbumes) en su primera semana. Meses después, en agosto de 2018, Playboi Carti anunció su segundo álbum de estudio Whole Lotta Red, que sería lanzado 2 años después.
Playboi Carti comenzó a trabajar en su próximo álbum Whole Lotta Red a fines de 2018. Durante los dos años siguientes, muchas de las canciones de Playboi Carti se filtraron a Internet y acumularon decenas de millones de reproducciones. No lanzó ninguna canción propio, sino que apareció en numerosos sencillos, incluidos «Baguettes in the Face» con NAV y A Boogie wit da Hoodie del álbum de DJ Mustard y «EARFQUAKE» de Tyler the Creator de parte del album IGOR.
En 2019, Playboi Carti creó junto con su amigo y creativo directivo OPIUM, un sello discográfico y agencia creativa estadounidense Los actos notables actuales del sello incluyen a Ken Carson, Destroy Lonely y Homixide Gang. Musicalmente, el colectivo OPIUM comparte un sonido similar, con sintetizadores oscuros, arenosos y vanguardistas mezclados en un ritmo rage que recuerda a la era del punk rock de los años 70s y 80s. Este sonido experimental se aleja del género actual del trap hip hop y ha cosechado su propia base de fans de culto.
En abril de 2020, Playboi Carti lanzó su primera canción nueva desde 2018 «@ MEH», que alcanzó el puesto 35 en el Hot 100. Al mes siguiente, apareció en el sencillo «Pain 1993» de Drake, que debutó en el número 7 en el Billboard Hot 100 y se convirtió en el primer top diez de Carti en la lista. El 23 de noviembre de 2020, Carti anunció que Whole Lotta Red estaba completo y se había enviado a su sello. El 26 de noviembre de 2020, Carti apareció en el álbum de lujo de Lil Yachty «Lil Boat 3.5» en la canción «Flex Up» con Future.
Playboi Carti confirmó la fecha de lanzamiento de Whole Lotta Red para el 25 de diciembre de 2020.

### 2021-presente: I Am Music

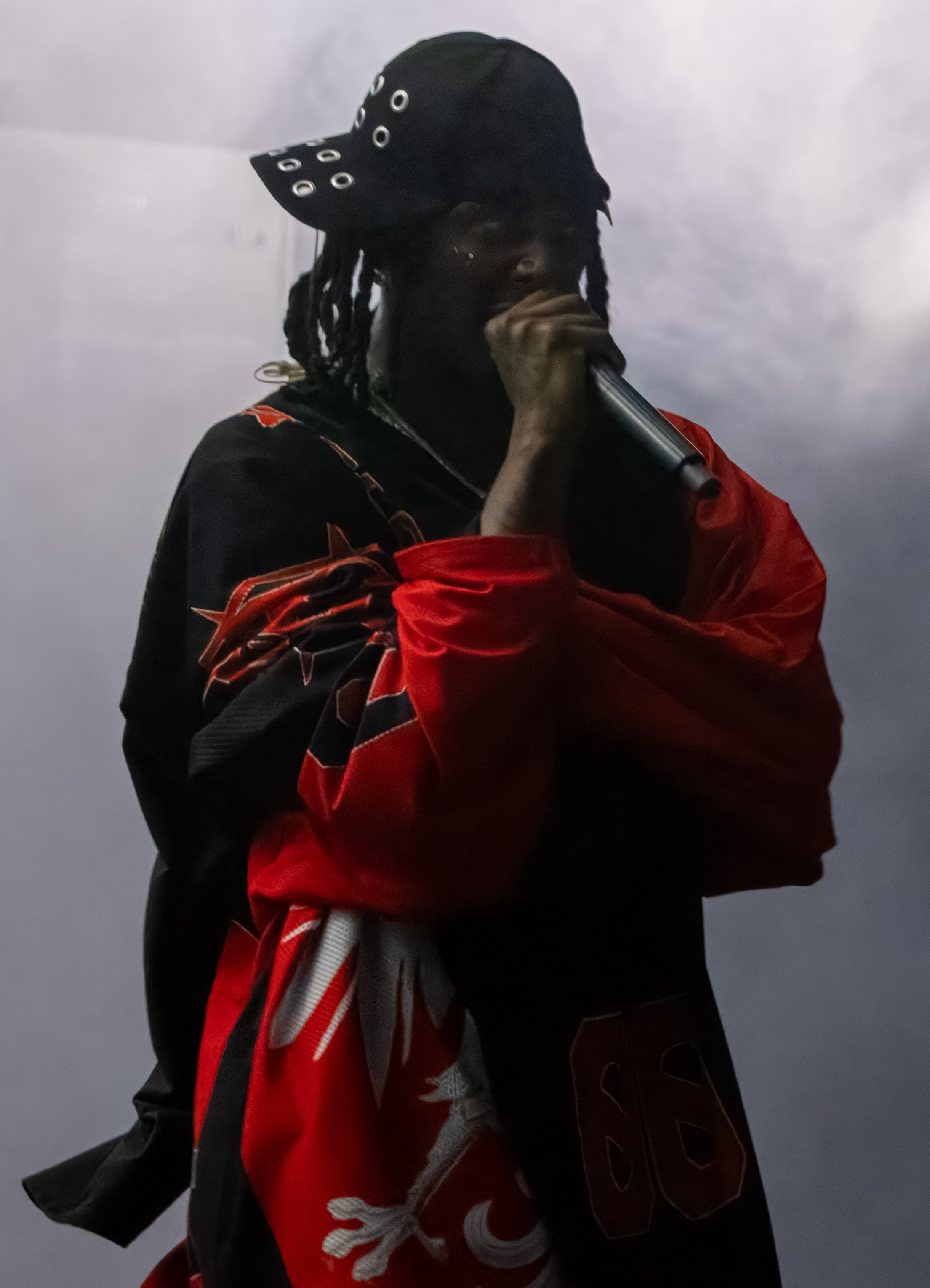
Carter actuando en julio de 2024

En junio de 2021, Playboi Carti apareció en la canción «Switching Lanes» del rapero y productor Pi'erre Bourne de su álbum The Life Of Pi'erre 5 y en el sencillo del rapero Lil 1 Dte, «Homixide» de su mixtape homónimo. En agosto de 2021, Playboi Carti apareció en la canción «Unlock It» de ABRA y en las canciones «Off the Grid», «Junya» y «Junya, Pt. 2» en el décimo álbum de estudio de Kanye West, Donda (2021).
El 25 de diciembre de 2022, Playboi Carti regresó a Twitter después de más de un año, haciendo tuits, con un «Hola Twitter» y «amo a todos mis seguidores, es hora», posiblemente insinuando otro lanzamiento el día de Navidad similar a su segundo álbum de estudio, Whole Lotta Red en 2020. El 3 de marzo de 2023, Carti comenzó el primer día de Rolling Loud California. Durante el set interpretó un tema inédito «Rockstar», que se espera que esté en su próximo álbum. El 28 de mayo de 2023, Playboi Carti regresó a Instagram desde su arresto en diciembre de 2022 publicando una captura de pantalla de él y The Weeknd en FaceTime en su historia de Instagram. Tres días después, el 31 de mayo de 2023, The Weeknd acudió a las redes sociales para burlarse de la canción de colaboración «Popular» con Carti y Madonna, y anunció que se lanzaría el 2 de junio de 2023 como sencillo de su álbum de banda sonora cancelado The Idol Vol. 1, para su serie de televisión The Idol. El 12 de junio de 2023, Carti publicó una foto de YoungBoy Never Broke Again con la cadena cruzada invertida característica de Opium en una historia de Instagram.
Más tarde, una publicación en Instagram de Jewelry Unlimited anunció que ambos están trabajando en un álbum de colaboración titulado 004KT. El 12 de junio, F1lthy, quien es un productor frecuente de Opium, tuiteó «004KT», avivando aún más los rumores de un álbum de colaboración.

El 7 de julio de 2023, Playboi Carti interpretó una nueva canción «POP OUT» en el Wireless Festival que se espera que esté en su próximo álbum Music. El 12 de julio de 2023, Playboi Carti confirmó en su historia de Instagram que estará de gira con los artistas de su sello Ken Carson, Destroy Lonely, y Homixide Gang, que luego se pospondría hasta 2024.  El 28 de julio de 2023, Playboi Carti apareció en el esperado cuarto álbum de estudio de Travis Scott, Utopia, en la 8ª canción «FE!N». Al día siguiente, Playboi Carti publicó en su historia de Instagram rapeando su verso de la canción, y habló sobre su próximo y esperado tercer álbum de estudio, afirmando «Nueva mierda en camino, créanlo».

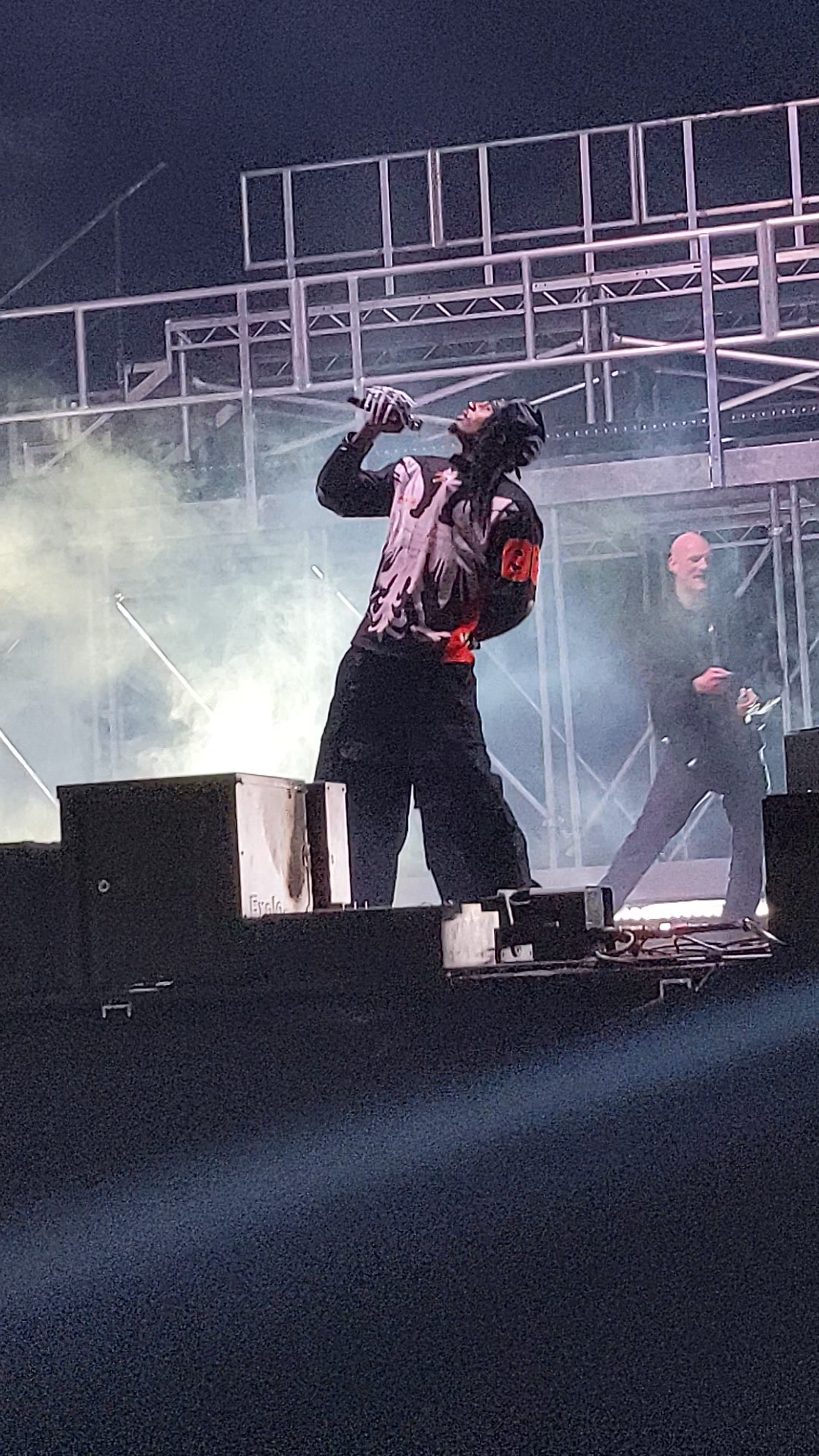
Carter durante un concierto en Finlandia, 19 de junio de 2023.

El 7 de diciembre de 2023, Playboi Carti publicó «I AM MUSIC» en su historia de Instagram. A esto le siguió otra historia que mostraba un tuit de Pharrell Williams en respuesta a la publicación original de Playboi Carti, en el que Williams escribía sólo la palabra «Preparar». Ese mismo día, DJ Akademiks compartió que Carti tiene previsto lanzar su álbum en enero de 2024 y dijo que «será lo mejor que jamás hayas escuchado». Playboi Carti confirmó la fecha de lanzamiento de 2024 el 8 de diciembre, publicando una historia de Instagram que decía «2024», acompañada de un fragmento de una supuesta canción que presentaba la etiqueta de DJ Swamp Izzo, un DJ de Atlanta que trabajó extensamente con Young Thug. Más tarde, ese mismo día, Carti lanzó «Different Day» exclusivamente en su cuenta secundaria de Instagram. El 14 de diciembre, Playboi Carti lanzó la canción «2024» en su canal de YouTube, insinuando nuevamente una fecha de lanzamiento de 2024. La canción fue producida por Kanye West, Ojivolta y Earl on the Beat. El 19 de diciembre, Playboi Carti lanzó «H00dByAir» (ahora mismo, HBA) en Instagram, una canción que confirmaba que tiene una hija, Yves. El 1 de enero, Carti publicaría un vídeo del músico experimental Blackhaine en su historia de Instagram (como hizo con temas anteriores) indicando que Playboi Carti lanzaría una canción ese día. Más tarde, ese mismo día, Carti lanzó «BACKR00MS», una canción con Travis Scott, exclusivamente en su canal de YouTube.
El 8 de enero de 2024, Playboi Carti pospuso su gira Antagonist Tour, que estaba programada para comenzar la semana siguiente. El 4 de febrero, Playboi Carti apareció como invitado sorpresa durante la actuación de Travis Scott en la 66ª entrega anual de los Premios Grammy. El 10 de febrero apareció en el álbum de estudio colaborativo de Kanye West y Ty Dolla Sign, «VULTURES 1», en las canciones «CARNIVAL», «FUK SUMN», la primera de las cuales se convirtió en su primer éxito en la lista Hot 100. El 22 de marzo, apareció en el álbum de estudio colaborativo «WE DON'T TRUST YOU» de Future y Metro Boomin, en la canción «Type Shit». El 27 de marzo de 2024, apareció en el sencillo de Camila Cabello, «I LUV IT».
El 13 de septiembre de 2024, Playboi Carti lanzó «ALL RED», marcando su primer lanzamiento en streaming en solitario desde 2020. El rapero también adelantó la fecha de merchandising lanzamiento de un próximo álbum, lanzando varios paquetes de en su tienda en línea.
El 12 de marzo Playboi Carti confirmo que I AM MUSIC está programado para lanzarse oficialmente el 14 de marzo del 2025, después de años de anticipación y varios cambios en su desarrollo.

### Estilo de moda
Su estilo de moda es una de las principales características de su imagen pública. GQ lo ha definido como el «líder de un estilo juvenil» y dijo que representa un punto medio estilístico entre el «brillo de la moda de A$AP Mob, la actitud punk-rock de Lil Uzi Vert y el campo lúdico de Lil Yachty».
Sus marcas favoritas incluyen Raf Simons y Balmain. Conoció a Simons en un desfile de moda en Nueva York. Aparece en la canción "RAF" de A$AP Mob, que se dedicó a la marca Raf Simons. El video musical de la canción incluyó a Playboi Carti, A$AP Rocky y Quavo vistiendo ropa de Raf Simons. Playboi Carti considera las inspiraciones de Kanye West y A$AP Rocky por su estilo de moda. Ha modelado numerosas veces, incluso para Louis Vuitton, Yeezy Season 5 de Kanye West, VFiles, y el Lookbook OVO de Drake, junto con Ian Connor y John Ross. Estuvo en un comercial de Nike, Inc. y caminó por la pasarela de Virgil Abloh y su marca Off-White. Él diseña para Vlone.

### Estilo musical
Ha sido descrito como un Mumble rap y su música como «juguetona, contundente y muy melódica». Complex llamó a su estilo de rap «sobrio y repetitivo, más preocupado por el flujo y las frases pegadizas». Briana Younger, de Pitchfork, dijo que «la música de Playboi Carti es menos sobre el lirismo y más sobre la atmósfera», y continúa diciendo que «lo que Playboi Carti carece de sustancia lo inventa en pura audacia». Su música está influenciada por raperos como Gucci Mane, Young Thug, A$AP Rocky, Lil Uzi Vert, Chief Keef, Yung Lean y Lil Wayne.
Es conocido por su técnica «Baby Voice Carti», que se caracteriza por su voz de tonos agudos con pronunciaciones poco claras y cadencias frenéticas. Ha utilizado esta técnica en canciones populares como «Almeda» con Solange, «Earfquake» con Tyler, el creador, «Off The Grid» de Kanye West y «Pissy Pamper» con Young Nudy y Pi'erre Bourne. Después del lanzamiento de Whole Lotta Red, también ha experimentado con varias vocalizaciones inspiradas en el metal, como su gruesa «voz profunda» que se muestra por primera vez en la canción «Mr. Miyagi» con Kanye West y Future, más tarde se muestra en la canción «FE!N» de Travis Scott, pero es más común en muchas canciones inéditas que no forman parte del álbum.
El New York Times dijo que el rap de Playboi Carti lo hizo parecer como si estuviera «más a gusto con el desempeño del papel que con el acto real de rapear». Estéticamente, Playboi Carti emplea imágenes satánicas, y está influenciado por las películas de vampiros. Musicalmente está influenciado por A$AP Rocky, Kanye West, JAY-Z, MF DOOM, Slayer, Sex Pistols y Kiss.

## Discografía
Álbumes de estudio
- Die Lit (2018)
- Whole Lotta Red (2020)
- MUSIC (2025)
- BABY BOI (Pròximamente)

Mixtapes
- THC: The High Chronicals (2011)
- Young Mi$fit (2012)
- Playboi Carti (2017)

EPs
- Death in Tune (2015)
- PLAYBOIFRE$H (2016)

## Giras
Principal
- Playboi Carti Tour (2017)
- Die Lit Tour (2018)
- Neon Tour (2018)
- King Vamp Tour (2021)
- Antagonist Tour (con Ken Carson, Destroy Lonely, y Homixide Gang) (2024)

Secundario
- A$AP Rocky – Injured Generation Tour (2019)
- Wiz Khalifa – Decent Exposure Summer Tour (2019)

## Premios y nominaciones
BET Hip Hop Awards
| Año  | Premios                                           | Resultado | Ref.    |
| ---- | ------------------------------------------------- | --------- | ------- |
| 2017 | Premio BET Hip Hop al Mejor Artista Nuevo Hip Hop | Nominado  | [ 108 ] |
| 2017 | Premio BET Hip Hop al mejor mixtape               | Nominado  | [ 108 ] |

Premios Grammy
| Año  | Nominado                                               | Premios       | Resultado | Ref.    |
| ---- | ------------------------------------------------------ | ------------- | --------- | ------- |
| 2022 | Donda (Kanye West, como artista invitado y compositor) | Álbum del año | Nominado  | [ 109 ] |

IHeartRadio Music Awards
| Año  | Premios                        | Resultado | Ref.    |
| ---- | ------------------------------ | --------- | ------- |
| 2018 | Mejor Nuevo Artista de Hip-Hop | Nominado  | [ 110 ] |